# LT&SR Brake Third 25
Die Abteilwagen der 3. Klasse mit Gepäck- und Zugführerabteil (im Englischen mit Brake Third bezeichnet) nach Musterblatt 25 der britischen London, Tilbury and Southend Railway (LT&SR) wurden ab 1901 gebaut. 

## Geschichte
1901 ließ die LT&SR bei der Metropolitan Railway Carriage and Wagon Company die ersten Personenwagen mit Drehgestellen bauen. Neben Wagen der 1. Klasse nach Musterblatt 6, Wagen der 3. Klasse nach Musterblatt 18 und gemischtklassigen Wagen nach Musterblatt 10 entstanden zwischen 1901 und 1904 insgesamt acht Abteilwagen 3. Klasse mit je einem Gepäckabteil und einem eigenen Abteil für den Zugführer in der Wagenmitte. An beiden Enden befanden sich je zwei Abteile der 3. Klasse, von denen jeweils eines für Raucher und eines für Nichtraucher vorgesehen war. Als 1906 weitere Wagen benötigt wurden, entschied man sich für eine neue Version nach Musterblatt 26. Bei diesen Wagen befanden sich die vier Abteile zusammenhängend an einem Ende, am anderen die Abteile für Gepäck und Zugführer. Ansonsten waren die Wagen identisch. Zwischen 1906 und 1911 entstanden 15 Exemplare dieser Variante. Die ab 1908 gebauten Wagen bekamen einen rund 10 cm breiteren Wagenkasten, was jedoch keinerlei Einfluss auf die Anzahl der Sitzplätze hatte.
Mit der Übernahme der LT&SR durch die Midland Railway (MR) 1912 gingen alle Wagen an die MR über. Bis auf zwei Wagen der ersten Serie erlebten alle 1923 den Zusammenschluss der MR mit anderen Gesellschaften zur London, Midland and Scottish Railway (LMS).

## Lackierung und Beschriftung
Die Wagenkästen bestanden, wie bei allen Personenwagen der LT&SR, aus klarlackiertem Teakholz und hatten goldfarbene Zierlinien und Beschriftungen mit rotem Schatten. Die Dächer waren hellgrau, Fahrgestelle und alle anderen Metallteile wurden schwarz lackiert. Bei Wagen mit Zugführer- und Gepäckabteil bekamen die Stirnseiten einen zinnoberroten Anstrich.